# La Frontera Uno
La Frontera Uno är en ort i Mexiko.   Den ligger i kommunen Ocosingo och delstaten Chiapas, i den sydöstra delen av landet, 800 km öster om huvudstaden Mexico City. La Frontera Uno ligger 1 114 meter över havet och antalet invånare är 614.
Terrängen runt La Frontera Uno är kuperad. Runt La Frontera Uno är det ganska glesbefolkat, med 21 invånare per kvadratkilometer. Närmaste större samhälle är Tenango, 3,9 km sydost om La Frontera Uno. I omgivningarna runt La Frontera Uno växer i huvudsak städsegrön lövskog.